# Sociedad Arqueológica de Pontevedra
La Sociedad Arqueológica de Pontevedra fue una sociedad científica de la ciudad española de Pontevedra cuyo objetivo era estudiar las ciencias arqueológicas, así como adquirir y conservar todos los objetos de valor relacionados con el arte y la historia de la ciudad.

## Historia
La Sociedad Arqueológica de Pontevedra fue fundada por Casto Sampedro Folgar el 15 de agosto de 1894.Estuvo compuesta por distintas personalidades del arte y la cultura de la capital pontevedresa.
El antecedente inmediato de la constitución de la Sociedad Arqueológica de Pontevedra fue la reunión que se celebró en las Ruinas de Santo Domingo el 16 de septiembre de 1889, bajo la convocatoria del poeta Rogelio Lois Estévez, entonces director de O Galiciano, Manuel de la Fuente y el doctor José Casal Lois, estos dos últimos delegados de la Comisión Provincial de Monumentos. Esta reunión se convirtió en una especie de ocupación de las Ruinas de Santo Domingo como sede de la Sociedad.
A partir de 1921, cuando la Sociedad ya había entrado en franca decadencia, Xosé Filgueira Valverde y Castelao, en representación del Centro de Estudios Históricos y del Club Karepas (de Sánchez Cantón, Losada Diéguez, Antonio Iglesias Vilarelle, Pintos Villar) ofrecieron a Casto Sampedro revitalizar la Sociedad. Aún con reticencias, Sampedro aceptó esta colaboración, que se tradujo en la participación de Castelao como dibujante de la Sociedad, la recopilación del Corpus Petroglyphorum Gallaeciae de Ramón Sobrino (publicado en 1935) y, sobre todo, la creación del Museo de Pontevedra en 1927.
La muerte de los socios fundadores y demás colaboradores de la Sociedad redujo su actividad hasta el punto de que casi solo quedó el presidente Casto Sampedro. Los fondos que había reunido la Sociedad a lo largo de los años fueron entregados al Museo de Pontevedra en 1927 y la misma fue disuelta formalmente en 1938.

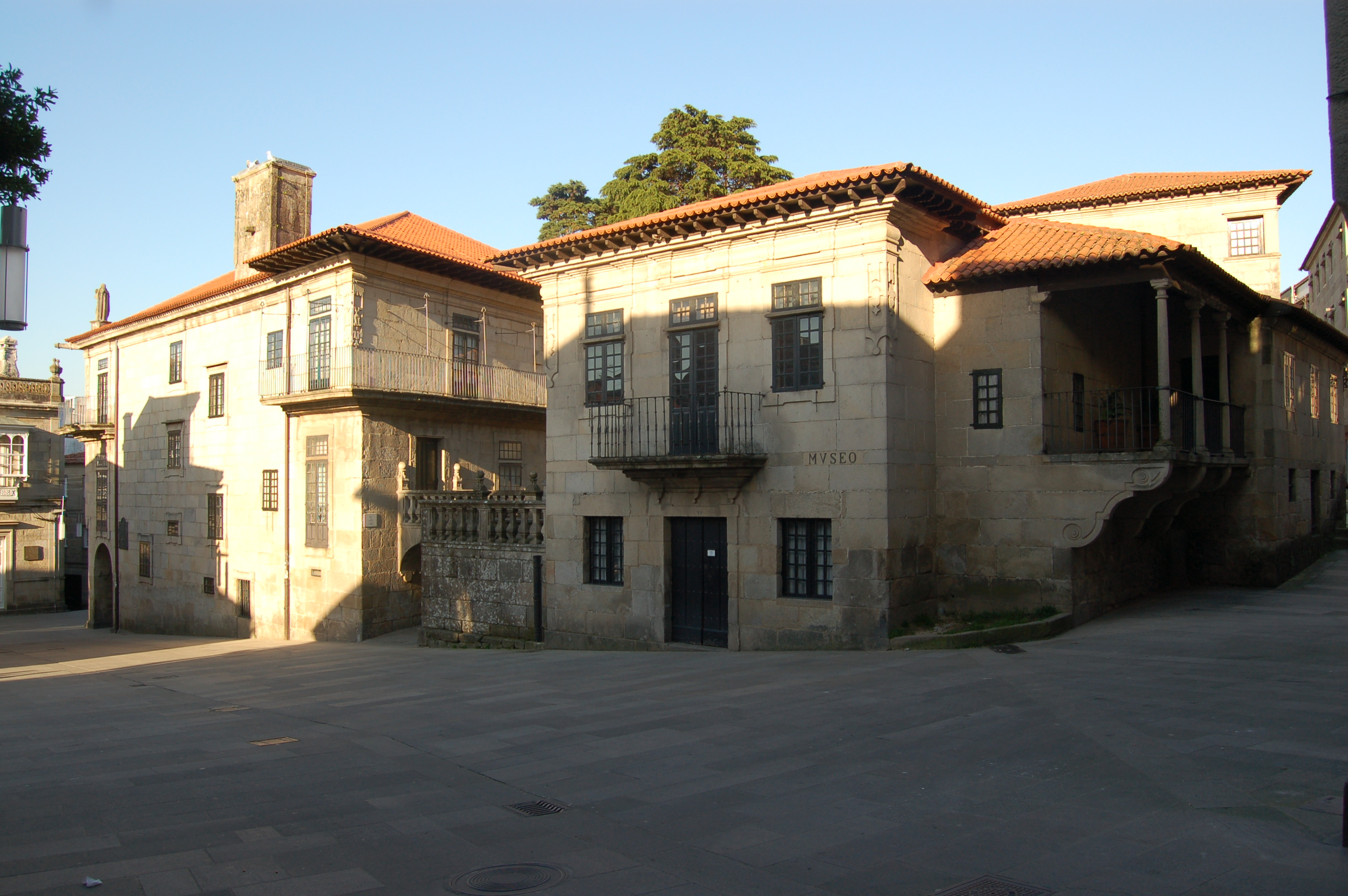
El Museo de Pontevedra, heredero de la Sociedad Arqueológica.

## Descripción

### Objetivos
La Sociación Arqueológica de Pontevedra luchó por la recuperación y restauración de diversos monumentos, destacando las ruinas de Santo Domingo, a las que salvó del derribo definitivo aprobado por la corporación municipal de Pontevedra en 1874 y 1880. Por el contrario, los intentos de conservar la capilla de la Virgen del Camino, adyacente a la actual Glorieta de Compostela, fueron infructuosos.
La Sociedad Arqueológica también conservó múltiples objetos de valor. Entre los objetos de mérito que la Sociedad conservaba se encontraban dibujos, grabados, esculturas, escudos de armas, epigrafía, monedas, elementos arquitectónicos, además de música y poesía popular. A través de compras o donaciones la Sociedad acumuló una completísima colección de libros y objetos de arte de todo tipo.
La Sociedad también organizó excursiones sistemáticas, llamadas Xeiras, para conocer e investigar lugares y monumentos sobre los que los miembros de la Sociedad recogieron abundante información, datos, dibujos y fotografías. Algunos de estos lugares visitados fueron Puente Ulla, Ansemil y el monasterio de Carboeiro (1894), Sangenjo (1896), Mougás (1898), Villanueva de Arosa (1905) o la Ruta por el curso del río Lérez hasta el Monasterio de Aciveiro.
Otras tareas de la Sociedad fueron la organización de excavaciones en Mourente, Tomeza, Salcedo (tres parroquias del municipio de Pontevedra), Vistalegre (Villagarcía de Arosa) y Toiriz (Villa de Cruces), entre 1895 y 1898.

### Componentes destacados

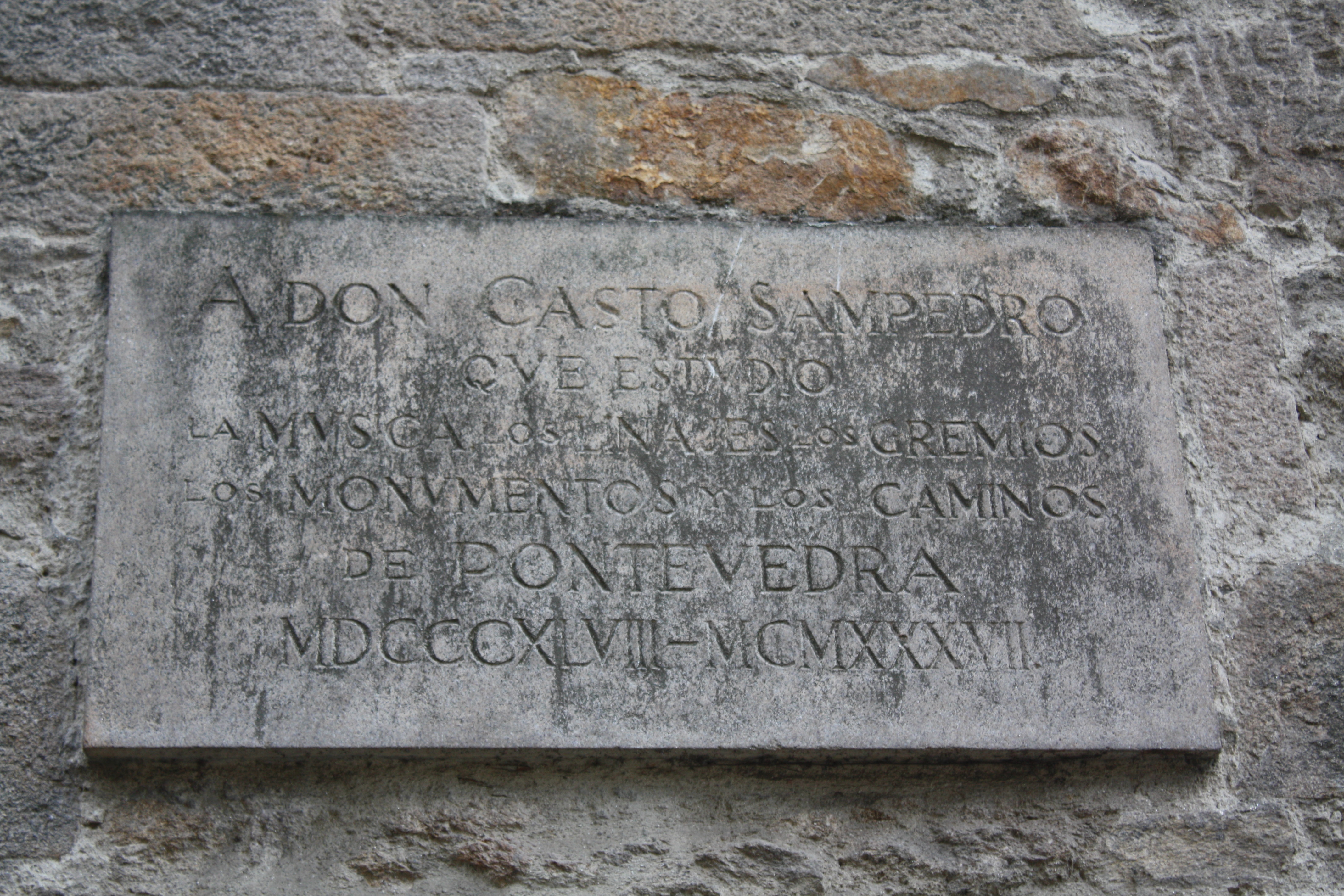
Placa en honor a Casto Sampedro, en las Ruinas de Santo Domingo.

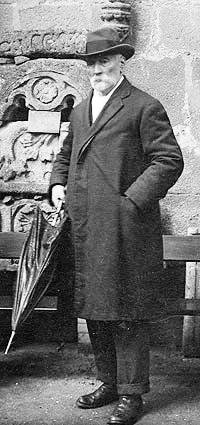
Casto Sampedro Folgar.

La constitución de la Sociedad Arqueológica fue obra de Casto Sampedro, folclorista e investigador pontevedrés, que supo agrupar y orientar a artistas e investigadores de renombre, preocupados por la preservación de la historia de Pontevedra. Presidida por el propio Sampedro, la Sociedad contó con importantes colaboradores como Carmelo Castiñeira Antelo (miembro del movimiento regionalista La Patria Gallega) y José Casal Lois (fallecido en 1912) (médico, etnógrafo y bibliófilo, que recopiló un extenso cancionero).
Otro de los miembros fundadores fue el médico Luis Sobrino Rivas (fallecido en 1907), padre de Carlos Sobrino. Fue él quien impulsó la colaboración con la Sociedad Arqueológica del propio Carlos Sobrino y de los hermanos Enrique y Fernando Campo. 
Otros miembros fueron Enrique López de la Ballina y Heliodoro Fernández Gastañaduy, poeta y dramaturgo, así como José Millán, Juan Novás Guillán y Víctor Said Armesto (fallecido en 1914 y que destacó en la recopilación de textos literarios y musicales).

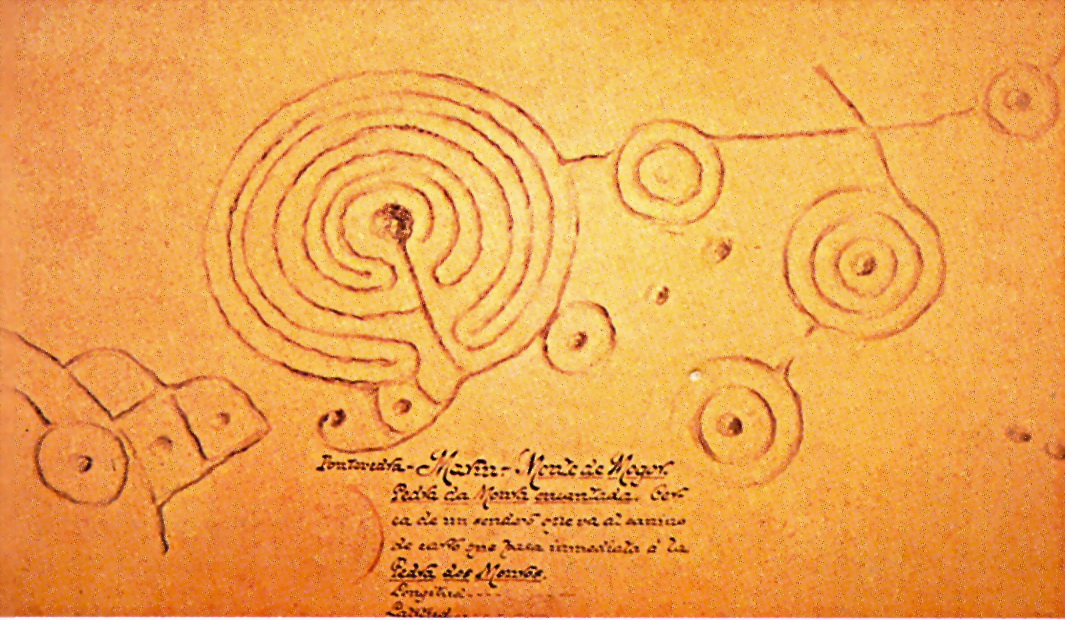
El Laberinto de Mogor, uno de los dibujos de Enrique Campo.

Un sector importante de la Sociedad estuvo formado por los dibujantes que retrataron gráficamente gran parte de los edificios notables de Pontevedra y sus elementos característicos. Entre ellos cabe mencionar a Federico Alcoverro, Celso García de la Riega (quien también hizo una antología de relatos tradicionales), Alfredo Souto Cuero y, quizás el más destacado, Enrique Campo Sobrino, socio desde 1906, cuando sólo tenía 16 años; Campos realizó más de 500 dibujos para la Sociedad. Igualmente, dentro de este grupo hay que mencionar a los fotógrafos Francisco Zagala, Sáez-Mon y Lorenzo Novás.
La Sociedad Arqueológica mantuvo una rica red de corresponsales e informantes en otras localidades gallegas, especialmente en la provincia de Pontevedra pero también en Santiago de Compostela, entre las que se encontraba el propio Antonio López Ferreiro, e incluso fuera de Galicia.

## Publicaciones
La Sociedad publicó diferentes obras, entre las que destacaron las dedicadas a la música popular y al léxico.
La que sería la obra destacada de la Sociedad fue la Colección de Documentos para la Historia de Pontevedra. Se publicó en tres volúmenes, el primero en forma separada del diario La Opinión de marzo de 1896. Los otros dos volúmenes, escritos personalmente por Casto Sampedro, se publicaron con el título de Documentos, inscripciones, monumentos, extractos de manuscritos, tradiciones, noticias etc. para la historia de Pontevedra, el segundo en 1899 y el tercero en 1904. Este tercer volumen, con el subtítulo de Tomo II relativo a la Cofradía del Corpo Santo y Gremio de Mareantes, es un denso estudio de Casto Sampedro sobre las Ordenanzas y 1577 y la historia del gremio de mareantes de Pontevedra.